# 柳生神影流
柳生神影流（やぎゅうしんかげりゅう）は、日本の剣術の流派。剣術家・柳生宗矩の直門・木村郷右ヱ門尉義邦によって阿波国（現在の徳島県）に伝えられた柳生新陰流（江戸柳生）の一つ。なお、柳生神影流は俗称であり正式には阿州柳生神影流兵法剣術という。

## 歴史
同流派は、徳川将軍家御流儀である柳生新陰流（江戸柳生）の流れをくみ、木村郷右ヱ門尉義邦によって阿波国（現在の徳島県）に伝えられた剣術の流派だが、経緯は以下の通りである。
安土桃山時代末期に天下分け目の関ヶ原の戦いの直前、同地を統治した蜂須賀氏は徳川氏と姻戚関係を結んだことから東軍に与し、対照的に隣国の土佐国（現在の高知県）の長宗我部氏は豊臣氏である西軍に与するという四国の情勢があった。
この長宗我部氏が、土佐から近畿方面の本州に渡るためには阿波を通過する必要があり、その動向を探るため徳川氏家臣・柳生宗矩の命で側近・木村郷右ヱ門尉義邦が阿波へ派遣されたという。阿波では日和佐（現在の徳島県美波町）の阿部城を守ったが、これは日和佐が陸路・海路共に土佐からの動きを監視出来る重要な地であったためという。
その後、義邦が伝えた柳生神影流は、江戸時代には蜂須賀氏の徳島藩の川端家、近久家、明治期に久保家に引き継がれた。現在、徳島県のみならず四国に伝承された剣術流派のうち活動が確認できる唯一の剣術流派である。
柳生神影流は登録商標（商標登録番号 第5855862号）、阿州柳生神影流兵法剣術は登録商標（商標登録番号 第5838190号）となっていて久武館道場以外が、「柳生神影流」や「阿州柳生神影流兵法剣術」の名称を使用して教えることは禁じられている。

## 特徴

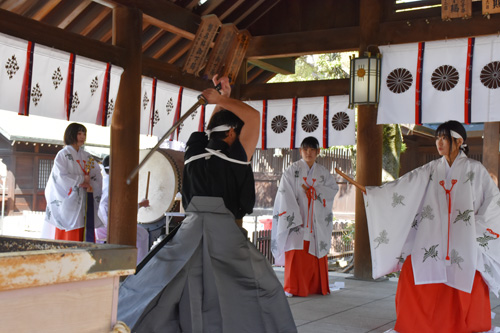
柳生神影流

柳生神影流の特徴としては、相手の攻撃を流しその力を利用した瞬殺の動作を重視している。
これは流祖である柳生宗矩の「活人剣」「大なる兵法」「無刀」「剣禅一致」などの新しい兵法思想が影響している。歴史的背景として江戸太平の世では甲冑を着て無益な争いをすることが無くなり、剣術が護身や自らの身を律す姿に形を変えてきたと考えられる。
その奥底に流れる教えを、柳生神影流第十世である久保義八郎は、自らの著書である忠孝の大道（昭和9年農民社発行）、大義武士道訓：五十六箇条武道初心集（昭和19年鶴書房発行）にまとめた。
その教えや動きに共感した山内豊健（英信流居合術十八代目　子爵　教士）や大塚博紀（和道流空手道流祖）は、義八郎から柳生神影流を学び、免許を伝授されている。
特に現在、空手四大流派までなった和道流空手道は柳生神影流の「流す」動きを取り入れて完成されており、柳生神影流の教えや動きは剣術の枠を超え大きく広がっている。

## 伝承形及び伝承武道神事
柳生神影流（正式名 阿州柳生神影流兵法剣術）、棒術、短刀術
浦安の舞（鈴、扇）、劔の舞、棒神楽、巫女神楽舞、ウズメの舞、鶴の舞、五穀豊穣の舞、子供神楽舞
※棒神楽は柳生三厳（十兵衛）の「十兵衛杖」が関係している。棒神楽の動きとしては、伝承されている柳生神影流と徳島の阿波踊りと十兵衛杖が取り込まれており非常に貴重な神事となっている。
神事の成立時期としては、劔の舞、棒神楽、五穀豊穣の舞が江戸初期、巫女が行う浦安の舞とウズメの舞、神楽舞、鶴の舞の成立は幕末である江戸万延年間といわれている。

## 系譜
流祖は柳生宗矩とされているが木村郷右衛門尉義邦が、柳生宗矩、柳生三厳直門であったために系統を区別するために連名で書かれることがある。
柳生但馬守宗矩、柳生十兵衛三厳→木村郷右衛門尉義邦→川端磯右ェ門頼光→
川端権左ェ門頼義→川端信次郎正之→近久武一郎頼光→近久森太郎頼兼→近久鹿之蒸利光→久保源次郎利雄（久武館道場初代館長）→久保義八郎（久武館道場第二代館長、大日本忠孝館道場初代館長）→久保勇（久武館道場第三代館長）→久保孝志（久武館道場第四代館長）→戸村博史（久武館道場第五代館長）

## 関連書籍
- 忠孝の大道（昭和９年農民社発行、柳生神影流十世 久保義八郎著書）
- 大義武士道訓：五十六箇条武道初心集（昭和19年鶴書房発行、柳生神影流十世 久保義八郎著書）

## 柳生神影流が毎年演武されている神社
- 賀茂御祖神社（下鴨神社、山城国一之宮）
- 伊弉諾神宮（淡路国一之宮、淡路伝統芸能祭）
- 大鳥大社（和泉国一之宮）
- 安宅住吉神社（石川県小松市）
- 大麻比古神社（阿波国一之宮、毎年11月23日）
- 白鳥神社（香川県東かがわ市、毎年10月初旬）
- 剣山本宮剱神社（剣山山頂、毎年7月17日）
- 蔵本八坂神社（徳島県徳島市、毎年7月21日）
- 川上神社（徳島県美馬市、毎年10月28日）
- 王子神社（徳島県石井町、毎年11月3日）

## 柳生神影流が演武された神社
- 八倉比売神社（徳島県徳島市）
- 徳島県護国神社（徳島県徳島市）
- 阿波神社（徳島県鳴門市）
- 龍王山　黒滝寺（徳島県那賀町）
- 成瀬不動尊道場（徳島県那賀町）
- 山内新蔵院（徳島県つるぎ町）
- 別格 剣山本宮剣神社(徳島県徳島市 眉山山頂)
- 多祁御奈刀弥神社(徳島県石井町)
- 第十八幡神社(徳島県石井町)